# Alte Fulda bei Bad Hersfeld
Das Feuchtgebiet um die Alte Fulda bei Bad Hersfeld im osthessischen Landkreis Hersfeld-Rotenburg besteht aus Wasserflächen mit Verlandungszonen und den angrenzenden Wiesen. Um diesen Bereich, der zum Lebensraum seltener und in ihrem Bestand gefährdeter Vögel und Amphibien geworden ist, zu sichern und zu erhalten wurde er im Jahr 1984 zum Naturschutzgebiet erklärt.

## Lage
Das Naturschutzgebiet befindet sich im südlichen Bereich der Gemarkung Bad Hersfelds, nördlich des Landwirtschaftszentrums Eichhof, einer hessischen Bildungseinrichtung für den ländlichen Raum. Der geschützte Bereich wird von der Bundesautobahn 4 durchschnitten, die ihn in zwei unterschiedlich große Flächen teilt.
In der naturräumlichen Gliederung Deutschlands, die auf der Geografischen Landesaufnahme des Instituts für Landeskunde Bad Godesberg basiert, wird die „Alte Fulda“ der Hersfelder Senke (355.21) zugeordnet, die nach Süden in das Kämmerzell-Asbacher Fuldatal (355.20) und die Rombach-Hochflächen (355.30) übergeht. Westlich grenzen das Kirchheimer Bergland (355.4) und östlich die Buchenauer Hochfläche (355.32) an. Sie gehören alle zum Fulda-Haune-Tafelland (355) in der Haupteinheitengruppe des Osthessischen Berglands (35).

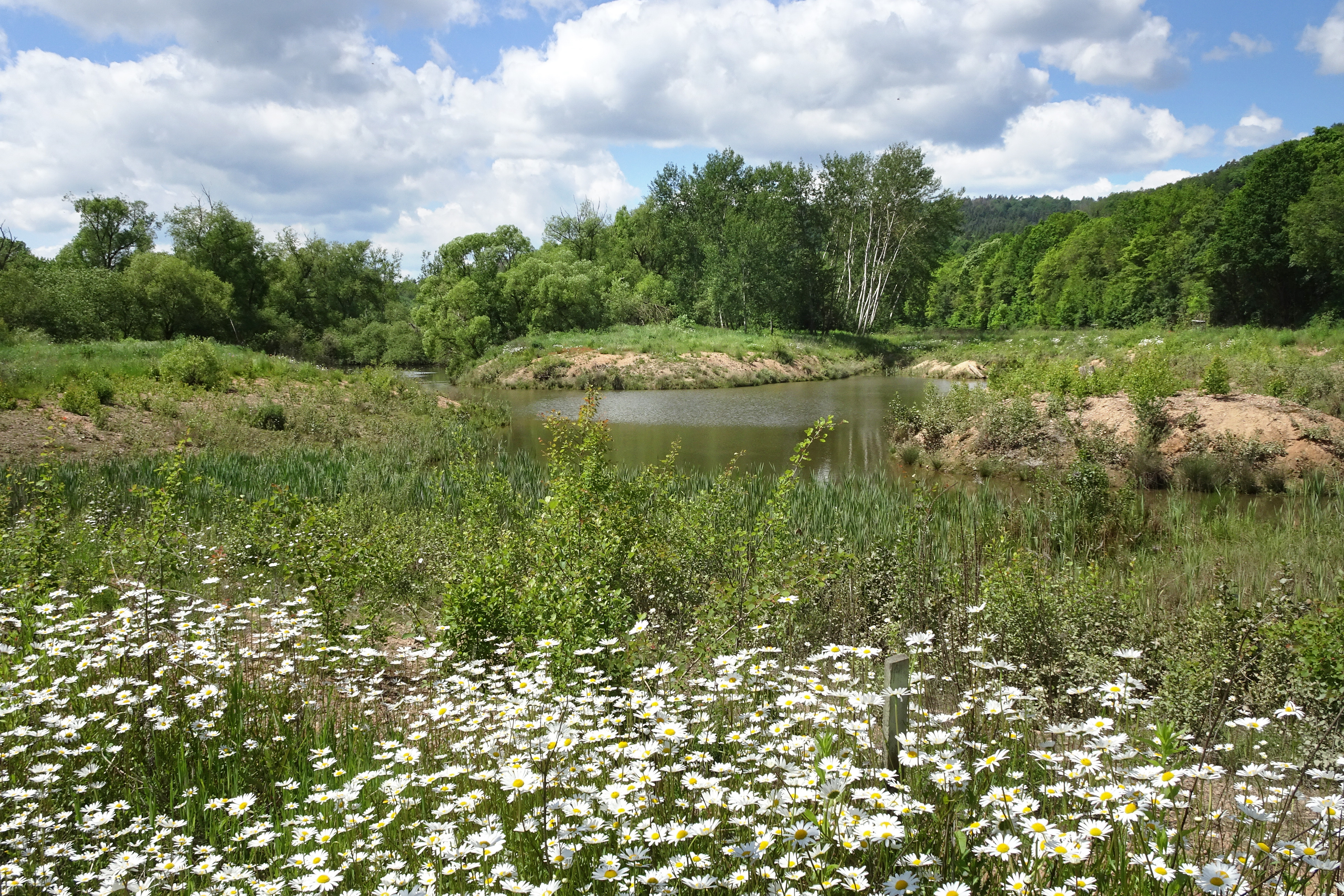
Renaturierter Bereich unterhalb des Naturschutzgebiets

Das Naturschutzgebiet liegt innerhalb des Projektes zur Renaturierung der Fuldaauen. In der Vergangenheit wurde hier der Hochwasserrückhalteraum des Flusses durch stellenweise Begradigungen, den Bau von Straßen und Bahnstrecken und durch die Ausweisung großräumiger Gewerbegebiete stark eingeengt. Der Auenbereich konnte hohe Niederschlagsmengen, zu denen im Winter noch die Schmelzwasser aus der Rhön und aus dem Vogelsberg kamen, nicht mehr schadlos aufnehmen. Seit Anfang der 2000er Jahre werden in mehreren Bauphasen Flutmulden mit einem Verzweigungsgerinne angelegt sowie Teile des Flusslaufs aufgeweitet, um eigendynamische Entwicklungen zu schaffen.

## Schutzgebiet
Den Kernbereich des Naturschutzgebiets bildet das Fuldaaltwasser, in dem großflächig Pflanzengesellschaften der Gewässer und Verlandungszonen vorkommen. Den südlichen Altarm, der eine Tiefe von bis zu zwei Metern besitzt, prägen teilweise die großen Blätter der Gelben Teichrose (Nuphar lutea) und den nördlichen Altarm bedecken fast völlig die Schwimmblätter der Kleinen Wasserlinse (Lemna minor). An anderen Stellen entwickelte sich eine Unterwasservegetation mit Kanadischem Wasserpest (Elodea canadensis), Kleinem Laichkraut (Potamogeton pusillus), Rauem Hornblatt (Ceratophyllum demersum) und Wasser-Knöterich (Persicaria amphibia). In den breiten Verlandungszonen haben sich Röhrichte aus Schilfrohr (Phragmites australis), Breitblättrigem Rohrkolben (Typha latifolia) und Wasser-Schwaden (Glyceria maxima) sowie ein Seggenried ausgebreitet. Zu den eher seltenen Arten die im Naturschutzgebiet wachsen gehören Graue-Segge (Carex canescens), Zypergras-Segge (Carex pseudocyperus), Ufer-Segge (Carex riparia) und Blasen-Segge (Carex vesicaria), Wasserschierling (Cicuta virosa), Sumpf-Blutauge (Potentilla palustris), Sumpf-Schwertlilie (Iris pseudacorus), Gelbe Teichrose (Nuphar lutea) und Sumpf-Sternmiere (Stellaria palustris).
Zu den Vogelarten die im Gebiet registriert wurden und die Flächen um die „Alte Fulda“ als Brut- und Nahrungshabitat oder als Rastplatz beim Durchzug nutzen, gehören die Brutvögel Blässhuhn (Fulica atra), Teich- (Gallinula chloropus) und Wasserralle (Rallus aquaticus), Kleinspecht (Dryobates minor), Feldschwirl (Locustella naevia), Teichrohrsänger (Acrocephalus scirpaceus) und Gelbspötter (Hippolais icterina). In den Zugzeiten halten sich einige Wasservögel wie Zwergtaucher (Tachybaptus ruficollis), Graureiher (Ardea cinerea), Löffel- (Spatula clypeata) Knäk- (Spatula querquedula) und Tafelente (Aythya ferina) hier auf und auf dem Grünland rasten dann gelegentlich Weißstorch (Ciconia ciconia), Wiesenpieper (Anthus pratensis), Braunkehlchen (Saxicola rubetra), Steinschmätzer (Oenanthe oenanthe) und Rotdrossel (Turdus iliacus). Vom Herbst bis zum Frühjahr übernachten um die „Alte Fulda“ unregelmäßig größere Schwärme der Staren (Sturnus vulgaris), die im Bereich um Bad Hersfeld überwintern.

## Unterschutzstellung

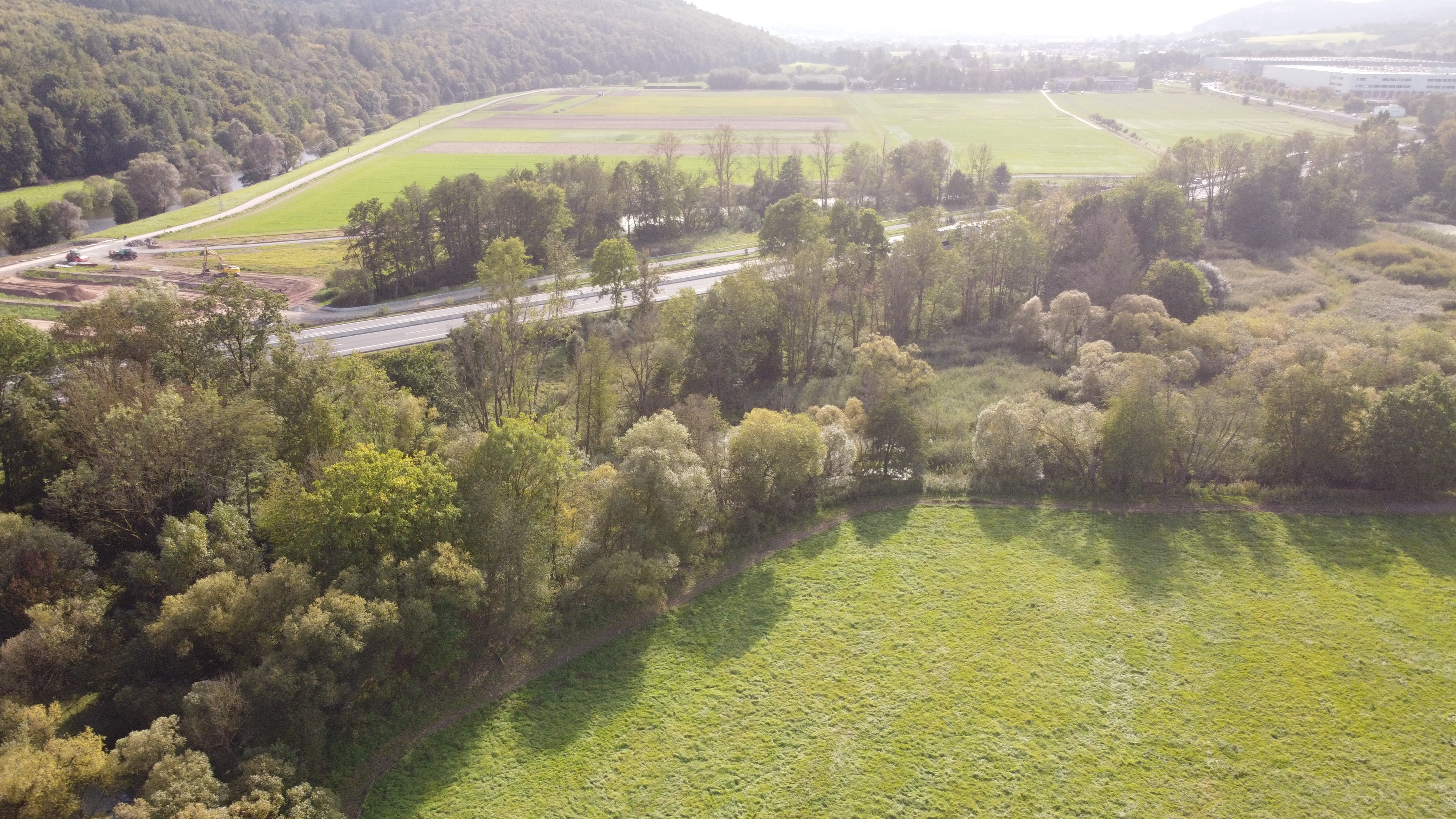
Im Vordergrund der nördliche und größere Teil des zweigeteilten Naturschutzgebiets und auf der anderen Seite der Bundesautobahn 4 der südliche Bereich.

- Naturschutzgebiet

Mit Verordnung vom 5. Dezember 1984 der Bezirksdirektion für Forsten und Naturschutz beim Regierungspräsidium in Kassel wurden 8,71 Hektar des Feuchtgebiets rechts und links der Autobahn in der Fuldaaue zum Naturschutzgebiet erklärt. Zweck der Unterschutzstellung war es, „den versumpften Fuldaaltarm mit seiner reichhaltigen, naturnahen gewässergebundenen Pflanzen- und Tierwelt, insbesondere als Lebensraum bestandsgefährdeter Vogel- und Amphibienarten zu sichern und zu erhalten“. Über die Musterverordnung hinaus blieben die extensive Nutzung der Grünlandflächen, die Ausübung der Einzeljagd auf Haarwild und die erforderlichen Unterhaltungsmaßnahmen an den Gewässern von den Verboten ausgenommen. Das Naturschutzgebiet besitzt inzwischen eine Größe von 10,4 Hektar, hat die nationale Kennung 1632009 und den WDPA-Code 162088.
- Landschaftsschutzgebiet

Das Naturschutzgebiet liegt innerhalb des Landschaftsschutzgebiets „Auenverbund Fulda“, das im Jahr 1993 mit dem Zweck eingerichtet wurde, die Fulda einschließlich ihrer Zuflüsse mit ihren durch Überflutung gekennzeichneten Auen als „eine für Hessen typische Flusslandschaft“ zu sichern. Mit der Unterschutzstellung sollen die durch den Wechsel von Hoch- und Niedrigwasser geprägten Wiesen- und Ufervegetationstypen mit ihren Lebensgemeinschaften geschützt und erhalten werden.

## Besucherhinweis
Zwischen den beiden Teilgebieten verläuft der Fulda-Radweg, auch Hessischer Radfernweg R1 genannt, der von der Quelle an der Wasserkuppe bis nach Hann. Münden führt, wo sich die Fulda mit der von rechts kommenden Werra zur Weser vereinigt.